# Класификация на Хайнек
Близки срещи в уфологията представляват случаи, при които човек става свидетел на неидентифициран летящ обект (НЛО). Терминологията и системата за класификация са въведени от астронома и НЛО-изследовател Джозеф Алън Хайнек през 1972 г. в една негова книга, където той представя първите три вида срещи. Към тях по-късно са добавени още два вида от други изследователи, но те не са възприети от всички.

## Близка среща от първи вид
Наблюдение на едно или повече НЛО:
- Летяща чиния
- Странни светлини
- Летящи обекти, които не са характерни за човешката технология

Наблюдението на НЛО може да бъде кратко от няколко секунди или 2 до 3 минути, както са повечето а може и по дълго, от часове.

### Случаи
- Случаят Галистео Джънкшън - 29 март 1880
- Зелени светещи кълба - 1948 - 1951

## Близка среща от втори вид
Наблюдение на НЛО и придружаващи го физични явления, като:
- Топлина или радиация
- Повреждане на терена
- Човешка парализа
- Изплашени животни
- Смущение в работата на двигатели или в приемането на телевизионен и радио сигнал
- Загуба на памет за времето на срещата с НЛО

## Близка среща от трети вид
Близка среща от трети вид означава, че човек е имал някаква форма на контакт със съществата на НЛО. Според целите, които вероятно си поставят извънземните от НЛО, тези срещи могат да се класифицират в няколко категории: 

### Категории
- Категория A. Извънземните отвличат хора на борда на своя, да го наречем космически кораб, с цел изследване на биологичните, физиологичните и психичните особености на дадения човек, като това е може би с цел получаване на информация за расата ни. При тези изследвания на човешките същества вероятно извънземните същества действат избирателно, според интелигентността и духовното равнище на отвлечения индивид:

1. При ниско- и средноинтелигентни хора се извършват главно физиологични изследвания.
2. При високоинтелигентните се извършва извличане на информация от паметта със специален скенер, след което мозъкът на отвлечения се препрограмира, като се прибавя нова закодирана информация. При този случай на по-високоинтелигентни хора може да се стигне и до разпит на отвлечения без да му се сканира мозъкът.

- Категория B. Тук е характерно отвличане на хора с цел създаване на квазичовешки хибриден вид с по-големи възможности. При тези случаи се отвличат на борда на НЛО главно млади мъже и жени на възраст между 18 и 30 години, като трябва да са физически здрави и без болести. На борда на НЛО извънземните действат избирателно според пола.

1. От младите жени обикновено през коремната област чрез пункция се изважда яйцеклетка, която се опложда инвитро с мъжка семенна клетка на извънземен, след което отново се вкарва в женския организъм. След период от няколко месеца жената отново бива отвлечена и плодът се изважда.
2. При отвлечените мъже обикновено се извършва принудително сношение с извънземна жена на борда на НЛО. То е принудително, но не в смисъла, който ние разбираме, а чрез някакъв вид хипноза, при който мъжът е в състояние да мисли, но не може да се откаже от половия акт. Родените от този акт бебета се отглеждат от извънземните в специално пригодени техни бази. Характерно за този тип отвличания е, че той се практикува от извънземни, които са генетично близки до човешкия вид и външно приличат на хората. В противен случай не би оцелял плодът.

- Категория C. Отвличане с цел да се види възможността на даден индивид да понесе полет с НЛО в пространството на по-близки или на по-далечни разстояния. При полетите на по-далечни разстояния се подбират по-млади хора, които са в много добро физическо състояние и цветущо здраве. Извършените пробни полети са както около Земята, така и до някои космически бази на извънземните. Рядко са се правели отвличания с такава цел, но все повече зачестяват в края на двадесети и началото на двадесет и първи век.

- Категория D. Отвличане с цел проследяване на възможността даден човек да понесе полет с НЛО във времето през времеви континуум. Тук жертвата на отвличане понякога е връщана назад в своя живот, за да видят реакциите ѝ.

- Категория E. Провеждане на разговори с космически конструктори и изследователи, а също и със средноинтелигентни хора до борда на приземил се НЛО с цел проследяване на възможността на тези хора да възприемат присъствието и съществуването на високоразвити цивилизации. Този тип отвличания уфолозите си обясняват като подготовка на човешката раса за среща с цивилизацията на извънземните.

- Категория F. Осъществяване на телепатичен контакт от борда на НЛО със земни деца и юноши. Известно е, че телепатичните възможности на децата са по-добри от на възрастните поради чистотата на подсъзнанието им. При контакти от такъв характер са известни фрапиращи за земните лекари случаи, при които извънземни са излекували неизлечимо болни за земната медицина деца.

### Случаи
- Случаят Барни и Бети Хил 1961
- Случаят Виляс Боас 1957
- Случаят Тревс Уолтън 1975
- Случаят Кели-Хопкинсвил 1955

## Близка среща от четвърти вид
Човек е отвлечен от НЛО или неговия екипаж. Този вид среща не е включена в оригиналната класификация на Хайнек.

## Близка среща от пети вид
Тази среща представлява съвместен, двустранен контакт, резултат на съзнателна, доброволна и целенасочена комуникация от страна на човека или заедно с извънземния разум.

#### Случаи
- Случаят с Елизабет Кларер